# 박병현 (1994년)
박병현(한국 한자: 朴炳現, 1994년 8월 26일 ~ )은 대한민국의 축구 선수이며, 포지션은 미드필더이다.